# Església de San Matteo (Lecce)
L'església de San Matteo és un lloc de cult catòlic d'estil barroc i situat al centre històric de Lecce.
És particularment important en el panorama de Lecce per la seva façana, que, amb la línia corba parcialment còncava, parcialment convexa, difereix dels cànons del barroc de Lecce, recordant en canvi el barroc romà de Borromini i sobretot l'església de San Carlo alle Quattro Fontane. El temple va ser encarregat pel bisbe Pappacoda a l'arquitecte va ser Achille Larducci i es va construir entre 1667 i 1700 a la zona d'un convent preexistent de franciscans terciaris (s. XV). Probablement, les obres van ser completades per Joseph Zimbalo a causa de la mort de l'arquitecte llombard.
La façana presenta dos nivells, l'inferior és còncau i el segon convex. Té un portal bastant ampli sobre el qual es col·loca una entaulament amb un nínxol buit i, a sobre, l'escut de l'ordre franciscana. El segon nivell, convex, amb una finestra triforada al centre, decorada amb pinyes i flors.

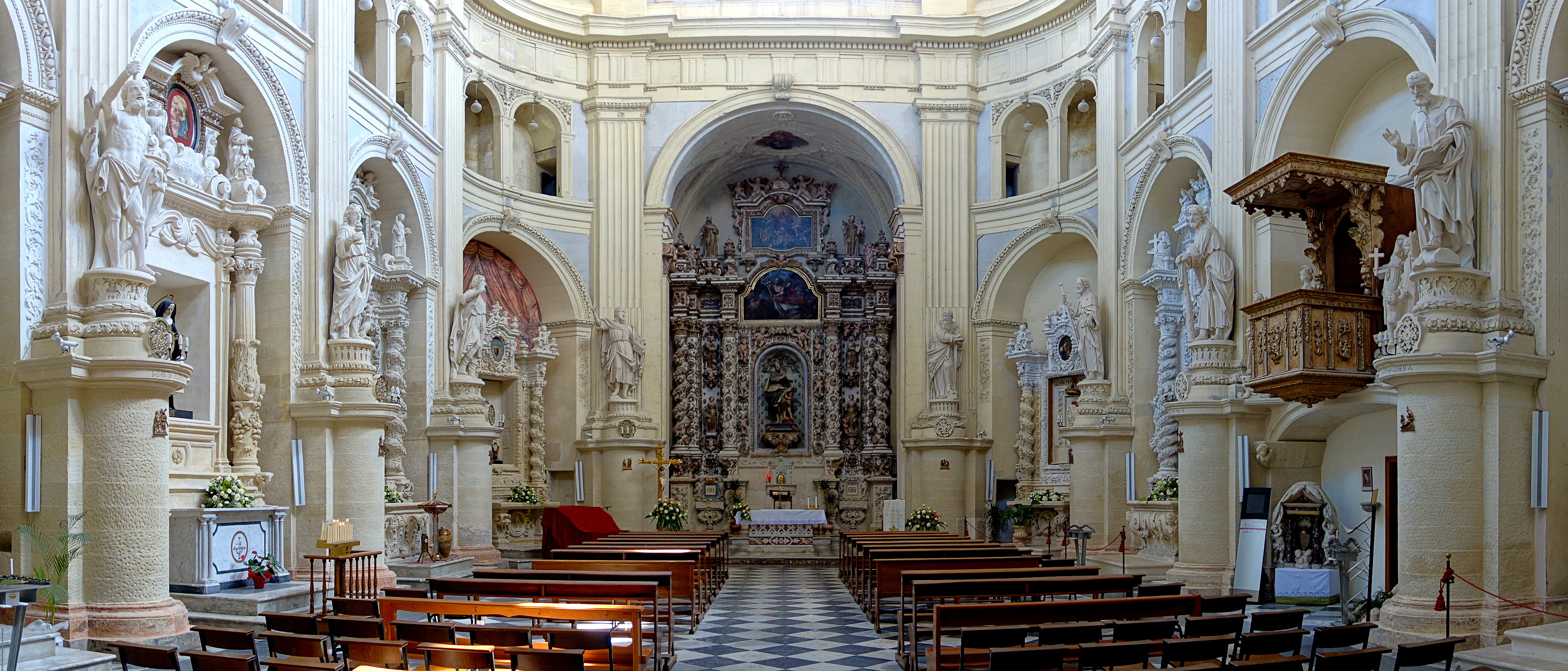
Interior de l'església de San Matteo

L'interior presenta un disseny el·líptic únic, amb capelles laterals curtes amb altars. En el pis superior hi ha 10 finestres protegides per reixes, darrere de les quals els religiosos assistien a les funcions religioses. Al centre de l'altar major es troba l'estàtua de fusta de San Matteo realitzada a finals del segle xvii per Gaetano Patalano (1691).
Envoltant la nau s'erigeixen les dotze estàtues dels apòstols, de Placido Buffelli d'Alexano (1691-1692). L'església tenia un sostre de fusta desmontat a principis de segle per donar cabuda a l'actual de formigó.